# Everyday (canción de Bon Jovi)
«Everyday» es una canción y sencillo de la banda de rock estadounidense Bon Jovi, lanzada en 2002 como el sencillo principal del álbum de estudio Bounce. Está escrita por Jon Bon Jovi, Richie Sambora y Andreas Carlsson. Fue nominada a los Premios Grammy 2003 en la categoría de Mejor interpretación pop vocal por un dúo o grupo.

## Certificaciones
| País      | Organismo certificador | Certificación | Ref.  |
| --------- | ---------------------- | ------------- | ----- |
| Australia | ARIA                   | Oro           | [ 2 ] |